# Bernardete Falcão
Maria Bernardete Freitas Simões Falcão, mais conhecida como Bernardete Falcão (Angra do Heroísmo, 1924 − Funchal, 8 de Junho de 2017) foi uma poetisa portuguesa.
Terminou os estudos liceais aos dezassete anos, no Liceu de Angra do Heroísmo. Aluna exemplar, foi colaboradora e diretora do periódico académico "Vida Académica."
Com dezasseis anos, participou nos "Jogos Florais do Liceu de Angra", tendo sido premiados quatro textos seus, exprimia-se nesses textos em prosa e em poesia, escrevendo contos e reportagens, o que demonstra bem a sua extraordinária versatilidade. O seu lado feminista emergia logo aos 16 anos quando proferiu uma palestra sobre a vida de Madame Curie aos escuteiros de Angra explicando que tinha escolhido o tema por ser mulher e pretender enaltecer o seu sexo.
Casou com um madeirense, tendo-se radicado na Ilha da Madeira onde, também, se dedicou ao ensino. Continuou, no entanto, a publicar em jornais nos Açores, Madeira e Continente.
Publicou o seu primeiro livro de poesia em 1961, intitulado O Mar é que teve a culpa, recebendo laudatórias críticas da imprensa regional e nacional. Este livro foi prefaciado por Maria Lamas, escritora com quem manteve correspondência ao longo da vida, iniciada aquando da colaboração de Maria Bernardete Falcão na revista Modas & Bordados, com a publicação de uma novela intitulada "História dos Humildes, Paulina". Alguma da correspondência entre Bernardete Falcão e Maria Lamas foi publicada na Revista Islenha n.° 49, por Ana Margarida Falcão e Ana Isabel Moniz.
Sobre o O Mar é que teve a culpa, Maria Lamas escreveu no prefácio, "Cada palavra destes poemas tão belos, escritos ao ritmo das marés, tem a marca dos horizontes marítimos sem fim, ora calmos, ora tempestuosos, agora claros e luminosos, logo velados pela bruma."
Em 9 de junho de 1962, apresentou uma conferência no Ateneu Comercial do Funchal intitulada "A Poesia da Mulher e a Mulher na Poesia". Nesta conferência participou as mais altas individualidades da Ilha da Madeira e dos Açores, sendo a poetisa apresentada por Horácio Bento de Gouveia que escreveu, "Bem que Orfeu só tivesse existência da sua imaginação dos helenos na vida real há descendentes dele. D. Bernardete Falcão pertence à sua estirpe."
Esta conferência recebeu o aplauso geral na imprensa açoriana e madeirense, e a pedido da Estação Rádio da Madeira e da Direcção de Rádio Clube de Angra, a conferência foi gravada e posteriormente retransmitida, tendo sido publicada pela mão do Centro Açoriano em livro.
Publicou mais um livro de poesia, em 1963, intitulado Nada Mais que o Momento. E em 1983, uma obra dramática para crianças intitulada Andorinha e as árvores falantes. Teve alguns das suas poesias e textos publicados na Revista Margem. Participou com um texto no livro de homenagem de João Pestana ao escultor Ricardo Veloza.
Uma das temáticas recorrentes na sua poesia está associada à ideia de insularidade. Maria Bernardete Falcão explora a Ilha e o Mar na sua dupla condição de filha das Ilhas, e a própria afirmou ser "uma açoriana com coração de madeirense."
A 14 de junho de 2017, a Assembleia Legislativa da Madeira aprovou por unanimidade um voto de pesar pela sua morte proposto pelo partido Juntos Pelo Povo (JPP).